# جان بریمن
جان بریمن (انگلیسی: John Berryman; ۲۵ اکتبر ۱۹۱۴ – ۷ ژانویهٔ ۱۹۷۲) یک شاعر اهل ایالات متحده آمریکا بود.